# British Academy Film Award

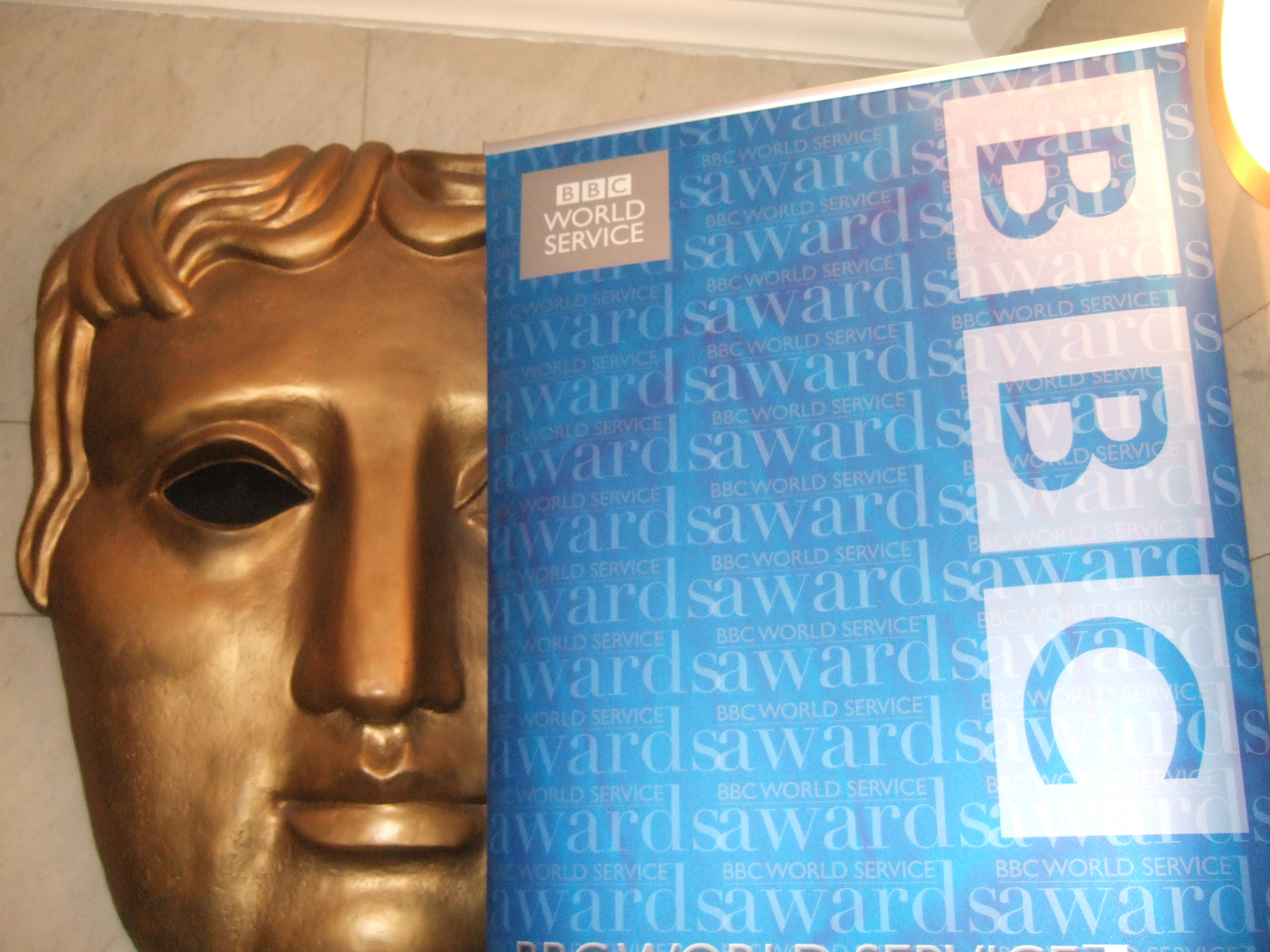
Modell der als Auszeichnung vergebenen BAFTA-Maske mit BBC-Banner (2008)

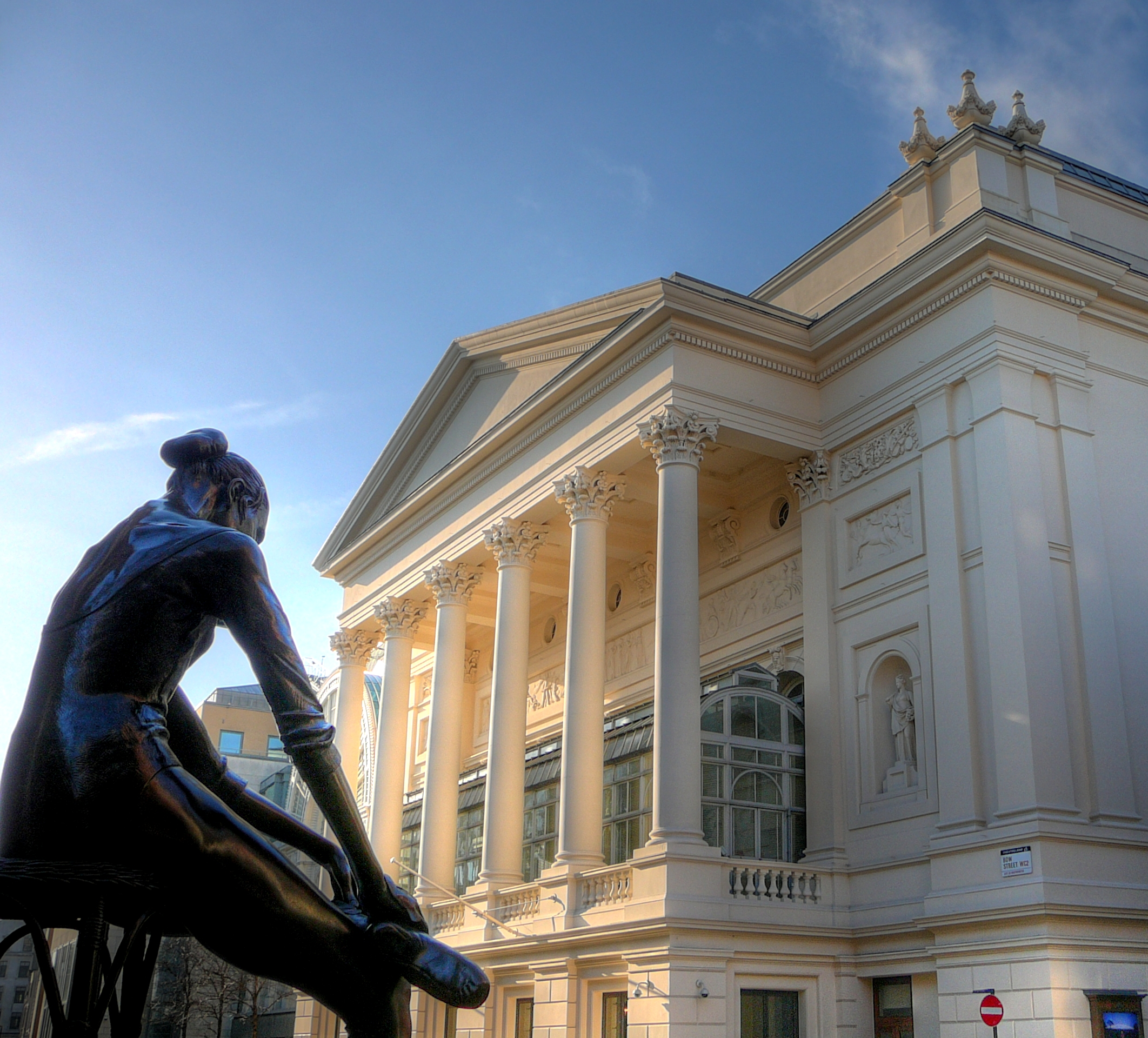
Das Royal Opera House in London, seit 2007 Veranstaltungsort der Verleihung

Die British Academy Film Awards (kurz BAFTA Awards oder BAFTA Film Awards; bis 1968 British Film Academy Awards, bis 1975 im Rahmen der Society of Film and Television Arts Awards als Stella Awards vergeben) sind die bedeutendsten nationalen Filmpreise Großbritanniens. Sie werden seit 1948 alljährlich im Februar in London von der British Academy of Film and Television Arts (BAFTA) verliehen und gelten als britische Gegenstücke zu den US-amerikanischen Oscars. Ausgezeichnet werden nationale und ausländische Filmschaffende und Filmproduktionen, die während des vergangenen Kalenderjahres in Großbritannien veröffentlicht wurden. In Anlehnung an ihren Sponsor, das Telekommunikationsunternehmen Orange, firmierte sie seit dem Jahr 2000 offiziell unter dem Namen Orange British Academy Film Awards, seit 2013 unter EE British Academy Film Awards. Die Preisgala wird zeitversetzt am Abend der Veranstaltung von der BBC übertragen und zählt gleichzeitig zu den jährlich größten Branchentreffen in der britischen Filmindustrie.
Die letzte Verleihung fand am 16. Februar 2025 statt.

## Geschichte

### Gründung der British Film Academy und erste Preisverleihung
Die British Academy Film Awards gehören neben dem finnischen Jussi (erstmals 1944 verliehen) und der dänischen Bodil (1948) zu den ältesten, heute noch vergebenen europäischen Filmpreisen. Sie wurden erstmals 1948 von der British Film Academy unter Vorsitz David Leans verliehen. Die „Britische Filmakademie“ war im Jahr zuvor von einer Gruppe Filmschaffender um Anthony Asquith, Michael Balcon, Sir Alexander Korda, Frank Launder, Lean, Michael Powell, Emeric Pressburger, Carol Reed und Paul Rotha gegründet worden. Die unpolitische Organisation wollte – neben einer stärkeren Förderung der Kooperation unter Filmschaffenden, der Forschung und der Herausgabe von Fachpublikationen – „jene würdigen, die mit herausragender kreativer Arbeit zur Weiterentwicklung des Britischen Films beigetragen haben“ und einen Filmpreis ins Leben rufen. Während in den Vereinigten Staaten bereits in den 1920er und 1930er Jahren mit dem Photoplay Award (1920), dem Oscar der Academy of Motion Picture Arts and Sciences (1929) und durch Kritikervereinigungen (National Board of Review 1932; New York Film Critics Circle 1935) erste Filmpreise entstanden waren, fehlte in Großbritannien eine entsprechende Auszeichnung. Deshalb blieben heimische Filmehrungen für so bedeutende Werke wie Alexander Kordas Das Privatleben Heinrichs VIII. (1933; Oscar für Hauptdarsteller Charles Laughton), Alfred Hitchcocks Eine Dame verschwindet (1938; Regiepreis des New York Film Critics Circle) oder Anthony Asquiths Pygmalion (1938; Oscar für das beste Drehbuch) verwehrt.
Bei der ersten Verleihung der British Film Academy Awards wurden Auszeichnungen in drei Kategorien vergeben, die die besten Filmproduktionen des Vorjahres ehrten. Als Preistrophäen fungierten Repliken einer Bronzefigur von Henry Moore, die eine sitzende Frau darstellte. Die auf einen Wert von 550 Pfund geschätzte Henry Moore Bronze sollte bis ins Jahr 1967 vergeben werden. Als bester Film („best film from any source“) gewann William Wylers Oscar-prämierte US-amerikanische Produktion Die besten Jahre unseres Lebens, als bester britischer Film wurde das Krimidrama Ausgestoßen von Carol Reed gekürt. Ein Spezialpreis für „Dokumentarfilme und spezialisierte Filme“ ehrte Paul Rothas Oscar-nominierte Dokumentation The World Is Rich.

### Konkurrenz zum ausländischen Kino
Die zwei Filmkategorien waren in der Voraussicht geschaffen worden, eine mögliche Dominanz der großen Hollywood-Studios zu verringern und die heimische Filmindustrie nicht komplett von der Filmpreisgala auszuschließen. Bereits bei der zweiten Verleihung im Jahr 1949 wurden beide Filmkategorien von Produktionen britischer Regisseure gewonnen – Laurence Oliviers Oscar-prämierte Shakespeare-Adaption Hamlet siegte in der Kategorie bester Film, das Krimidrama Kleines Herz in Not wurde als bester britischer Film ausgezeichnet. In den nächsten zwanzig Jahren sollte sich dieser Doppelerfolg achtmal wiederholen, während 1952 mit David Leans Abenteuerfilm Der unbekannte Feind erstmals eine Produktion in beiden Kategorien triumphierte. In der Kategorie Bester Film konnten ab der zweiten Verleihung im Jahr 1949 auch fremdsprachige Spielfilme nominiert werden. 1950 siegte mit Vittorio De Sicas neorealistischem Werk Fahrraddiebe erstmals eine nicht-englischsprachige Produktion, u. a. über Robert A. Stemmles Berliner Ballade.

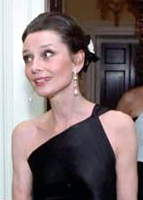
Audrey Hepburn wurde zwischen 1954 und 1965 mit drei Darstellerpreisen ausgezeichnet

In den folgenden Jahren stieg die Zahl an Preiskategorien langsam an. Der United Nations Award ehrte ab 1949 Filme, die am besten den Geist der Vereinten Nationen zum Ausdruck brachten (erster Preisträger: Die Gezeichneten von Fred Zinnemann). 1953 wurden Darstellerkategorien für die besten britischen und ausländischen Schauspielerinnen und Schauspieler eingeführt, die bis 1968 blau-weiße Wedgwood-Porzellan-Tafeln als Preistrophäen erhalten sollten. Ebenso wie bei den beiden Filmkategorien wollte man eine mögliche Dominanz der ausländischen und insbesondere der US-amerikanischen Filmindustrie unterbinden. Dies führte aber teilweise zu irritierenden Preisentscheidungen. 1955, 1959 und 1965 gewannen jeweils die Deutsche Cornell Borchers, die Französin Simone Signoret und die US-Amerikanerin Anne Bancroft die Auszeichnung für die beste ausländische Darstellerin, obwohl sie in britischen Filmproduktionen mitgewirkt hatten. In der gleichen Kategorie erhielt die Britin Jean Simmons 1957 und 1961 Nominierungen für ihre Arbeit im US-amerikanischen Kino zugesprochen. 1959 und 1963 kürte man die US-Amerikanerin Irene Worth und die Französin Leslie Caron jeweils für ihre Leistungen in britischen Spielfilmen zur „besten britischen Schauspielerin“. Gleichzeitig gestaltete sich der Abstimmungsprozess durch die steigende Anzahl an Nominierungen als schwierig. Hatten bei den ersten Verleihungen bis zu sieben Filme in der Kategorie Bester Film konkurriert, waren es ab Mitte der 1950er Jahre bis zu 20 Spielfilmproduktionen.

### Zusammenschluss zur BAFTA und heute vergebene Preistrophäe
1958 schloss sich die British Film Academy mit der Guild of Television Producers and Directors zur Society of Film and Television Arts zusammen, um „zur Verbesserung der Standards der Film- und Fernsehproduktionen“ beizutragen „und die öffentliche Wertschätzung der Künste zu fördern“. Eine Umstrukturierung erfuhr der Filmpreis jedoch erst im Jahr 1968, als die bis dahin getrennt veranstalteten Verleihungszeremonien für Film- und Fernsehproduktionen zusammengelegt wurden. Um Verwirrung im Nominierungskomitee zu vermeiden, wurde die Anzahl der Nominierungen pro Kategorie ab 1969 auf vier festgelegt und die Kategorie Bester britischer Film gestrichen (diese sollte erst wieder 1993 als Alexander Korda Award neu eingeführt werden). Die Unterscheidung nach heimischen und ausländischen Schauspielern entfiel ebenfalls und es wurden von nun an – wie bei der Oscar-Verleihung – Preise getrennt nach Haupt- und Nebendarstellern vergeben. Gleichzeitig wurden weitere Kategorien für Regisseure, Filmkomponisten („Anthony Asquith Memorial Award“ durch den Anthony Asquith Memorial Fund), Kameraleute, Szenenbildner, Tonmeister und Kostümdesigner geschaffen sowie eine neue Preisstatuette eingeführt. Bis 1975 wurden die Preisträger mit einer von Eric Owen kreierten Wedgwood-Figurine aus Basaltware geehrt, die unter dem Namen „Stella“ (Stella Award) bekannt war.
Erst im Jahr 1976 änderte die Society of Film and Television ihren Namen in British Academy of Film and Television Arts (BAFTA) und führte die bis heute vergebene „BAFTA-Maske“ (BAFTA Mask) als reguläre Preistrophäe ein. Die aus einer Phosphor-Bronze-Legierung bestehende Maske war bereits 1955 von der US-Amerikanerin Mitzi Cunliffe (1918–2006) als Auszeichnung für die Guild of Television Producers and Directors entworfen worden. Die damals in England lebende Künstlerin orientierte sich an den klassischen, in der Antike benutzten Masken, die Schauspieler typisierten. Die Innenseite der Maske wird von zwei Symbolen um die Augen verziert – hinter dem „geschlossenen“ linken Auge ist ein „elektronisches“ Symbol für den technischen Fortschritt eingeprägt, während das rechte „geöffnete“ Auge der Maske von einem Symbol in der Form eines Bildschirms umrahmt ist. Die Masken werden seit 1976 von New Pro Foundries in West Drayton, Middlesex, gefertigt. Erster Empfänger der BAFTA-Maske war Sir Charles Chaplin, der im selben Jahr den wichtigsten Ehrenpreis, die Academy Fellowship („Akademie-Mitgliedschaft“) der BAFTA erhielt.
In den 1970er Jahren dominierten US-amerikanische und französische Filmproduktionen die Preisverleihungen, ehe sich 1982 mit dem Sieg von Hugh Hudsons Sportlerfilm Die Stunde des Siegers eine Wende abzeichnete und in der Folge verstärkt britische Produktionen (Gandhi, Rita will es endlich wissen, The Killing Fields – Schreiendes Land, Zimmer mit Aussicht) Berücksichtigung fanden. 1985 gewann der Deutsche Wim Wenders für sein vielfach preisgekröntes Roadmovie Paris, Texas den Regiepreis sowie eine Nominierung in der Kategorie Bester Film. Obwohl seit 1983 eine eigene Kategorie existiert, die den besten fremdsprachigen Spielfilm ehrt, sicherte sich 1988 der französische Historienfilm Jean Florette von Claude Berri den britischen Filmpreis in der Kategorie Bester Film und setzte sich dabei u. a. gegen John Boormans gefeiertes Kriegsdrama Hope and Glory durch. Daraufhin wurde die Kategorie Bester fremdsprachiger Film in Bester nicht-englischsprachiger Film (Best Film not in the English Language) umbenannt. Der Sieg eines fremdsprachigen Films blieb mehr als 20 Jahre aus, obwohl sich in den folgenden Jahrzehnten sporadisch Produktionen wie Ang Lees Tiger & Dragon (2001), Jean-Pierre Jeunets Die fabelhafte Welt der Amélie (2002) oder Florian Henckel von Donnersmarcks Das Leben der Anderen (2008) eine Nominierung in der Kategorie Bester Film sichern konnten. Erst 2019 wurde mit Alfonso Cuaróns mexikanischem Filmdrama Roma wieder eine fremdsprachige Produktion in der wichtigsten Filmkategorie preisgekrönt, der im Jahr darauf eine Nominierung für den koreanischen Beitrag Parasite von Bong Joon-ho folgte.

### Konkurrenz zum Oscar und Golden Globe Award
Im Jahr 1998 wurde die mittlerweile unter dem abgekürzten Namen BAFTA Awards bekannte Gala umstrukturiert und Film- und Fernsehpreise wieder bei separaten Veranstaltungen vergeben. Die British Academy Film Awards wurden nach Loslösung von den British Academy Television Awards durch das Telekommunikationsunternehmen Orange gesponsert. Seit 2000 firmierte der Filmpreis unter der offiziellen Bezeichnung Orange British Academy Film Awards (seit 2013 unter EE British Academy Film Awards, einer Schwestergesellschaft von Orange). In diesem Jahr wurden die Nominierungen wie bei der Oscar-Verleihung von vier auf fünf Nennungen pro Kategorie angehoben. Ebenfalls wurde der Termin der British Academy Film Awards vorverlegt. War die Filmpreisgala bis dahin im April veranstaltet worden – abseits der amerikanischen Filmpreissaison, die mit der Verleihung der National Board of Review Awards Anfang Dezember begann und mit der Oscar-Verleihung im März endete – verlegte man Großbritanniens wichtigsten Filmpreis in den Februar, zwischen die jährliche Golden-Globe- und die Oscar-Verleihung. Von der US-amerikanischen Filmindustrie wurden die British Academy Film Awards verschiedentlich als neuer „Oscar-Indikator“ aufgenommen. Während Richard Napper, Leiter der britischen Niederlassung von Columbia TriStar, den neu vorverlegten Filmpreis als „Sprungbrett“ interpretierte, sahen andere Filmstudio-Chefs in der Verleihung „nicht mehr als einen kostenlosen Trip nach London“.

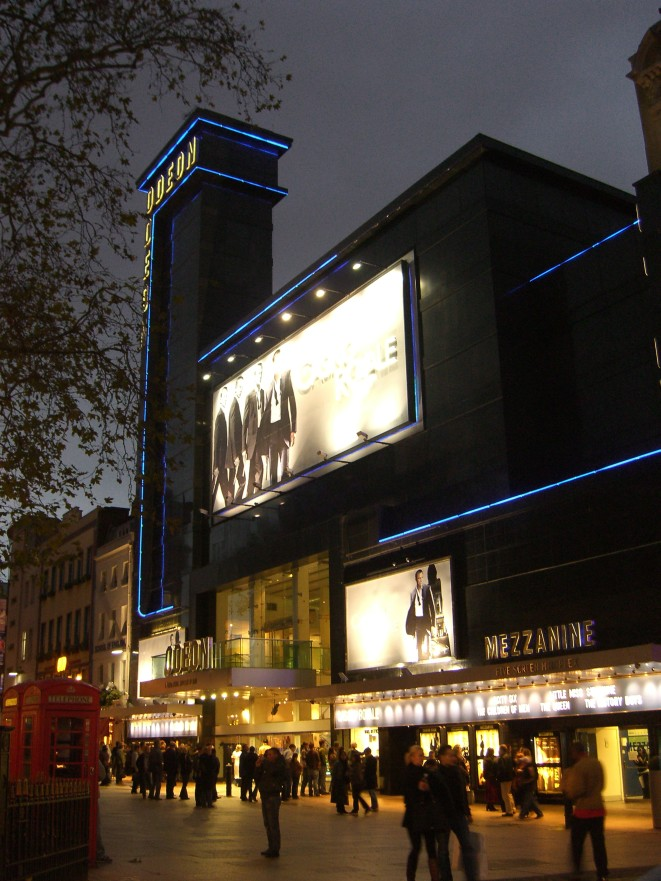
Das Londoner Premierenkino Odeon Leicester Square war bis 2006 Veranstaltungsort der BAFTA-Verleihung

Im Jahr 2006 zählte die von der Rundfunkanstalt BBC zur Hauptsendezeit ausgestrahlte Filmpreisgala zu den drei teuersten britischen Fernsehshows, deren Ausstrahlungsrechte global vertrieben wurden. 231 Gebiete und Fürstentümer fanden sich als Käufer, während fünf Jahre zuvor die British Film Academy Awards nur innerhalb Großbritanniens ausgestrahlt worden waren. Die Kosten der Preisverleihung, die ohne öffentliche Zuschüsse auskommt, wurden 2007 auf zwei Mio. Pfund geschätzt und von der BAFTA, der BBC und dem Sponsor Orange getragen. Im selben Jahr zog die Verleihung vom britischen Premierenkino Odeon Leicester Square in das mehr Menschen fassende Royal Opera House in London um, wo sie bis 2016 abgehalten wurde. Anna Butler, frühere Marketingchefin von Pathé UK, gab 2007 an, dass BAFTA-Nominierungen einer Filmpreiskampagne „wirklichen Glanz“ verleihen könnten. 2006 erhielt der von ihr betreute Film L.A. Crash neun Nominierungen und gewann später den Oscar. „… es half, das Filmprofil im Vorfeld der Oscars anzuheben“, so Butler, die eine Handvoll Nominierungen als wertvoller ansieht, als ein oder zwei Siege, sofern diese nicht in Schlüsselkategorien wie Bester Film oder in den Darstellerkategorien erfolgen. Kritiker wiederum bezweifelten, dass die BAFTA Awards außerhalb von Großbritannien stark wahrgenommen werden und einen Effekt auf den europäischen Kontinent hätten, wo von Land zu Land eigene Filmpreise vergeben werden.
In den folgenden Jahren konnten sich die British Academy Film Awards in der Konkurrenz zu den Golden Globe Awards behaupten. 2009 stimmten die fünf nominierten Filmproduktionen in der Kategorie Bester Film mit den nominierten Filmen der Oscar-Verleihung überein. Zwischen 2009 und 2014 wurde sechsmal in Folge der später Oscar-prämierte Film ausgezeichnet:
| Jahr | Golden-Globe-Preisträger (Komödie/Musical) | Golden-Globe-Preisträger (Drama)                     | BAFTA-Preisträger                         | Oscar-Preisträger                         |
| ---- | ------------------------------------------ | ---------------------------------------------------- | ----------------------------------------- | ----------------------------------------- |
| 2008 | Sweeney Todd                               | Abbitte                                              | Abbitte                                   | No Country for Old Men                    |
| 2009 | Vicky Cristina Barcelona                   | Slumdog Millionär                                    | Slumdog Millionär                         | Slumdog Millionär                         |
| 2010 | Hangover                                   | Avatar – Aufbruch nach Pandora                       | Tödliches Kommando – The Hurt Locker      | Tödliches Kommando – The Hurt Locker      |
| 2011 | The Kids Are All Right                     | The Social Network                                   | The King’s Speech                         | The King’s Speech                         |
| 2012 | The Artist                                 | The Descendants – Familie und andere Angelegenheiten | The Artist                                | The Artist                                |
| 2013 | Les Misérables                             | Argo                                                 | Argo                                      | Argo                                      |
| 2014 | American Hustle                            | 12 Years a Slave                                     | 12 Years a Slave                          | 12 Years a Slave                          |
| 2015 | Grand Budapest Hotel                       | Boyhood                                              | Boyhood                                   | Birdman                                   |
| 2016 | Der Marsianer – Rettet Mark Watney         | The Revenant – Der Rückkehrer                        | The Revenant – Der Rückkehrer             | Spotlight                                 |
| 2017 | La La Land                                 | Moonlight                                            | La La Land                                | Moonlight                                 |
| 2018 | Lady Bird                                  | Three Billboards Outside Ebbing, Missouri            | Three Billboards Outside Ebbing, Missouri | Shape of Water – Das Flüstern des Wassers |
| 2019 | Green Book – Eine besondere Freundschaft   | Bohemian Rhapsody                                    | Roma                                      | Green Book – Eine besondere Freundschaft  |
| 2020 | Once Upon a Time in Hollywood              | 1917                                                 | 1917                                      | Parasite                                  |
| 2021 | Borat Anschluss Moviefilm                  | Nomadland                                            | Nomadland                                 | Nomadland                                 |
| 2022 | West Side Story                            | The Power of the Dog                                 | The Power of the Dog                      | Coda                                      |
| 2023 | The Banshees of Inisherin                  | Die Fabelmans                                        | Im Westen nichts Neues                    | Everything Everywhere All at Once         |
| 2024 | Poor Things                                | Oppenheimer                                          | Oppenheimer                               | Oppenheimer                               |
| 2025 | Emilia Pérez                               | Der Brutalist                                        | Konklave                                  | Anora                                     |

Andere kritisierten diesen Trend, der sich auch in den Darstellerkategorien feststellen lässt. Der britische Filmkritiker Jason Solomons, 2010 Co-Juror bei der Vergabe des Orange Rising Star Awards für den besten internationalen Nachwuchsdarsteller, bezeichnete die British Academy Film Awards als „Ankleideprobe für die Oscars“. Durch das Anwachsen der Britischen Film- und Fernsehakademie auf mehr als 6000 Mitglieder kämen viele Stimmen aus den Vereinigten Staaten und die Kategorie für den besten Film sei zunehmend von Hollywood-Produktionen dominiert. Siege europäischer Filme, wie es in den 1950er, 1970er und 1980er Jahren häufig vorkam, seien heute eine Seltenheit. Die BAFTA Awards repräsentierten im Gegensatz zum London Film Festival nicht das Weltkino. Die Filme sollten wie früher gleich behandelt werden, und künstlerisch anspruchsvolle Arbeiten wie Michael Hanekes Das weiße Band oder Armando Iannuccis In the Loop in der Lage sein, US-amerikanische Großproduktionen wie James Camerons Avatar zu besiegen, so Solomons, der auch das Fehlen einer Preiskategorie für Dokumentarfilme anmerkte. In der Vergangenheit hatten Sturz ins Leere (2004) und Man on Wire (2009) erfolgreich in der Kategorie Bester britischer Film gegen Spielfilme wie Tatsächlich… Liebe und Unterwegs nach Cold Mountain bzw. Mamma Mia! oder Slumdog Millionär konkurriert. Der britische Filmkritiker Nicholas Jones, der sich 2010 kritisch über die Lobbyarbeit bei den British Academy Film Awards äußerte, führte die Bevorzugung US-amerikanischer Produktionen auf die Vorverlegung der Preisverleihung zurück. Ebenfalls hätten Filme aus dem europäischen Ausland eine schwierigere Stellung auf dem britischen Kinomarkt, als dies noch in den 1980er Jahren beim Sieg des französischen Beitrags Jean Florette der Fall war.
2011 erzielte die auf BBC One ausgestrahlte Verleihung die höchsten Zuschauerzahlen seit knapp sieben Jahren. Die Prämierung des Historienfilms The King’s Speech um den stotternden britischen König George VI. (gespielt von Colin Firth) verfolgten im Durchschnitt 5,8 Mio. Fernsehzuschauer, was einem Marktanteil von 24,9 Prozent entsprach. 2004 hatten im Durchschnitt 5,3 Mio. Zuschauer den Sieg von Peter Jacksons Fantasyfilm Der Herr der Ringe – Die Rückkehr des Königs verfolgt.
Von 2007 bis 2011 oblag die Moderation der Preisverleihung dem Briten Jonathan Ross. Von 2012 bis 2017 moderiert Stephen Fry, der bereits von 2001 bis 2006 Gastgeber der Veranstaltung war, wieder die Preisverleihung. 2018 und 2019 moderierte Joanna Lumley die Veranstaltung, seitdem wurden jährliche wechselnde Moderatoren engagiert. Nachdem von 2017 bis 2022 die Preisgala in der Royal Albert Hall veranstaltet worden war, fungierte 2023 erstmals die Royal Festival Hall als Veranstaltungsort.

### Rekordsieger

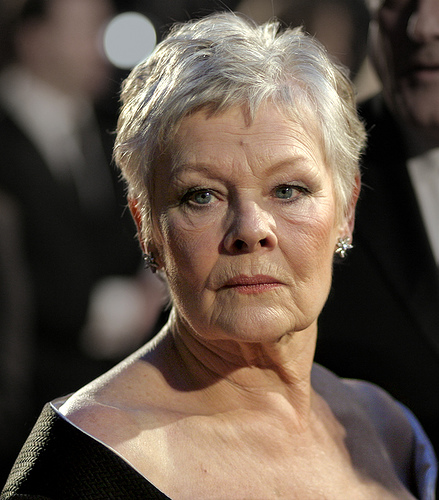
Rekordgewinnerin Judi Dench bei den British Academy Film Awards 2007

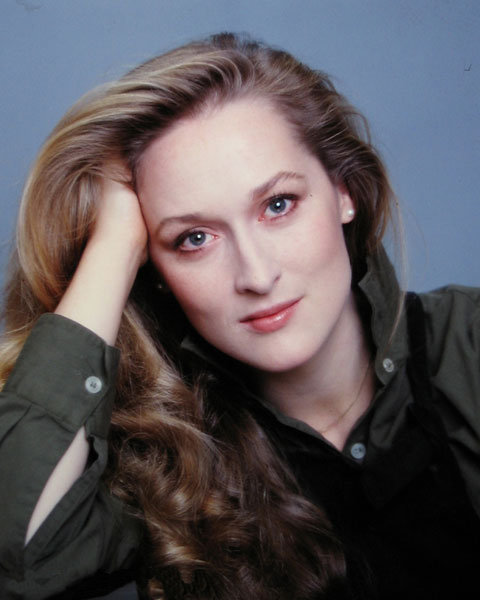
Die US-Amerikanerin Meryl Streep ist die am häufigsten nominierte Schauspielerin

Erfolgreichste Filmproduktion, die sich auch in der Kategorie Bester Film den BAFTA Award sichern konnte, ist Zwei Banditen. Die Western-Komödie von George Roy Hill wurde 1971 mit neun Preisen ausgezeichnet. Auf acht BAFTA Awards kam Roland Joffés Anti-Kriegsfilm The Killing Fields – Schreiendes Land, der bei der Verleihung im Jahr 1985 auch den nicht mehr ausgelobten Preis für den „vielversprechendsten Film-Newcomer“ gewann (für den später Oscar-prämierten Nebendarsteller Haing S. Ngor).
Erfolgreichste Filme, die mit dem Preis in der Kategorie Bester britischer Film ausgezeichnet wurden, sind die Historiendramen Ein Mann zu jeder Jahreszeit (Verleihung 1968), The King’s Speech (2011) und 1917 (2020) mit je sieben Siegen, die jeweils auch in der Kategorie Bester Film triumphieren konnten. Auf die gleiche Anzahl an Preisen kam 2019 der Historienfilm The Favourite – Intrigen und Irrsinn, der ebenso wie das Historiendrama Elizabeth (1999) und der Science-Fiction-Thriller Gravity (2014) aber nicht als bester Film ausgezeichnet wurden.
| Rang | Film                                   | Siege | Verleihung |
| ---- | -------------------------------------- | ----- | ---------- |
| 01.  | Zwei Banditen                          | 9     | 1971       |
| 02.  | The Killing Fields – Schreiendes Land  | 8     | 1985       |
| 03.  | Ein Mann zu jeder Jahreszeit *         | 7     | 1968       |
|      | Cabaret                                | 7     | 1973       |
|      | Schindlers Liste *                     | 7     | 1994       |
|      | Slumdog Millionär *                    | 7     | 2009       |
|      | The King’s Speech *                    | 7     | 2011       |
|      | The Artist *                           | 7     | 2012       |
|      | 1917                                   | 7     | 2020       |
|      | Im Westen nichts Neues                 | 7     | 2023       |
|      | Oppenheimer                            | 7     | 2024       |
| 012. | Asphalt-Cowboy *                       | 6     | 1970       |
|      | Einer flog über das Kuckucksnest *     | 6     | 1977       |
|      | Der englische Patient *                | 6     | 1997       |
|      | American Beauty *                      | 6     | 2000       |
|      | Tödliches Kommando – The Hurt Locker * | 6     | 2010       |

Zu den erfolgreichsten Filmschaffenden in der Geschichte der British Academy Film Awards zählt Woody Allen. Die Filme des US-amerikanischen Regisseurs, Drehbuchautors und Schauspielers (u. a. Der Stadtneurotiker, Hannah und ihre Schwestern) errangen bis 2014 über 59 Nominierungen und wurden mit 18 Preisen ausgezeichnet, darunter neun Siege für Allen selbst. 1997 erhielt der US-Amerikaner den als Academy Fellowship vergebenen Ehrenpreis. Der Brite Sir Richard Attenborough war fünfmal erfolgreich. Er ist sowohl Gewinner des Darstellerpreises, als auch in den Kategorien Film, Regie, der Academy Fellowship (jeweils 1983 für Gandhi) und bester britischer Film (1994 für Shadowlands).
Erfolgreichster Schauspieler ist der Brite Peter Finch, der zwischen 1957 und 1978 fünf Darstellerpreise erhielt, den letzten postum für seine Oscar-prämierte Rolle in Network.
Bei den Schauspielerinnen dominieren die beiden Britinnen Judi Dench und Maggie Smith. Dench gewann von 1966 bis 2002 sechs Darstellerpreise und erhielt 2001 die Academy Fellowship. Smith erreichte zwischen 1970 und 2000 fünf Darstellerpreise, einen Spezialpreis für ihr Lebenswerk und ebenfalls die Academy Fellowship. Die US-Amerikanerin Meryl Streep ist die am häufigsten nominierte Filmschauspielerin – zwischen 1980 und 2017 erhielt sie 15 Nominierungen in den beiden Darstellerkategorien, gewann den Preis aber nur zweimal (1982 für Die Geliebte des französischen Leutnants und 2012 für Die Eiserne Lady).

## Kategorien
Gegenwärtig werden Preise in 23 verschiedenen Kategorien vergeben, sieben für Filmproduktionen und 16 für die Leistungen von Filmschaffenden. In den Kategorien Bester britischer Film, Beste Nachwuchsleistung, Bester Kurzfilm und Bester animierter Kurzfilm dürfen ausschließlich britische Produktionen vorgeschlagen werden. Zusätzlich existieren einige Ehren- bzw. Spezialpreise. Als einziger Publikumspreis ist vom Sponsor Orange der Orange Wednesdays Rising Star Award (seit 2013 EE Rising Star Award) ausgelobt, der in Erinnerung an die 2004 verstorbene Casting-Regisseurin Mary Selway unter fünf internationalen Nachwuchsdarstellern vergeben wird.
2012 führte die British Academy of Film and Television Arts die Prämierung von Dokumentarfilmen in Spielfilmlänge wieder ein. Die Kategorie hatte von 1948 bis 1990 zum regulären Programm gehört, ehe diese von den British Academy Television Awards übernommen worden war. Filme aus allen Ländern sollen sich qualifizieren können, sofern sich mindestens 15 Produktionen bewerben. Wie bei den animierten Spielfilmen sind drei Nominierungen vorgesehen.
Zuletzt wurde im Jahr 2020 eine Kategorie für Casting-Agenten zum Programm hinzugefügt. Damit folgten die BAFTA Awards den British Independent Film Awards und den australischen AACTA Awards, die eine solche Kategorie 2017 bzw. 2018 ergänzt hatten. Eine elf Mitglieder zählende Jury, mehrheitlich aus Casting-Agenten, aber auch mit Schauspielern, Filmproduzenten und Agenten besetzt, legte die Nominierten für das erfolgreiche Casting eines Schauspielensembles fest, statt nur für Haupt- oder Nebenrollen.

### Filmkategorien

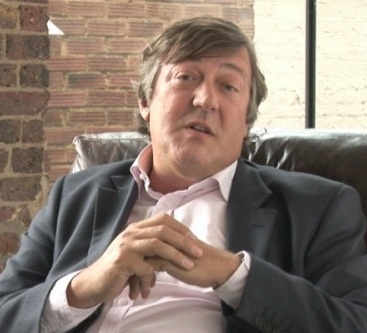
Der Brite Stephen Fry, von 2001 bis 2006 und seit 2012 wieder Moderator der British Academy Film Awards

| Kategorie                            | Originalbezeichnung                   | verliehen seit   |
| ------------------------------------ | ------------------------------------- | ---------------- |
| Bester Film                          | Best Film                             | 1948             |
| Bester britischer Film               | Outstanding British Film              | 1948–1968, 1993– |
| Bester Dokumentarfilm                | Best Documentary                      | 1948–1990, 2012– |
| Bester Kurzfilm                      | Best Short Film                       | 1960             |
| Bester nicht-englischsprachiger Film | Best Film Not in the English Language | 1983             |
| Bester animierter Spielfilm          | Best Animated Film                    | 2007             |
| Bester animierter Kurzfilm           | Best Short Animation                  | 1983             |

### Filmschaffende

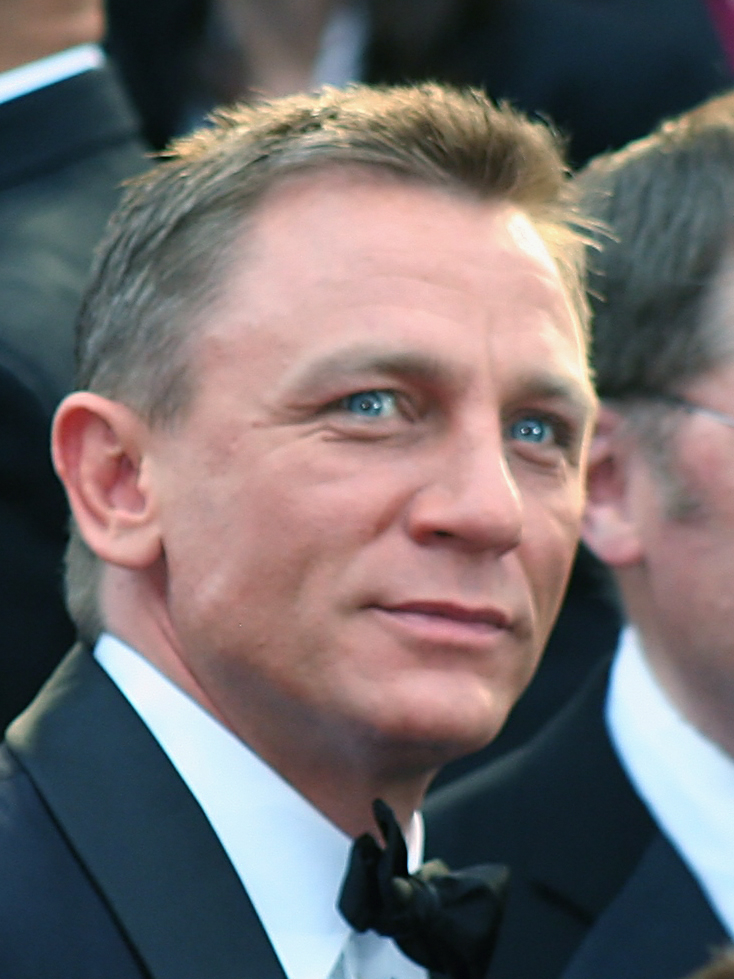
Der Brite Daniel Craig (Casino Royale) war der erste James-Bond-Darsteller, der eine BAFTA-Nominierung erhielt

| Kategorie                   | Originalbezeichnung                        | verliehen seit |
| --------------------------- | ------------------------------------------ | -------------- |
| Bester Hauptdarsteller      | Best Leading Actor                         | 1969           |
| Beste Hauptdarstellerin     | Best Leading Actress                       | 1969           |
| Bester Nebendarsteller      | Best Supporting Actor                      | 1969           |
| Beste Nebendarstellerin     | Best Supporting Actress                    | 1969           |
| Beste Regie                 | Best Director                              | 1969           |
| Beste Filmmusik             | Best Original Music                        | 1969           |
| Beste Kamera                | Best Cinematography                        | 1969           |
| Bestes Szenenbild           | Best Production Design                     | 1969           |
| Bester Ton                  | Best Sound                                 | 1969           |
| Bestes Casting              | Best Casting                               | 2020           |
| Beste Kostüme               | Best Costume Design                        | 1969           |
| Bester Schnitt              | Best Editing                               | 1969           |
| Beste Maske                 | Best Make-Up & Hair                        | 1983           |
| Beste visuelle Effekte      | Best Achievement in Special Visual Effects | 1983           |
| Bestes Originaldrehbuch     | Best Original Screenplay                   | 1984           |
| Bestes adaptiertes Drehbuch | Best Adapted Screenplay                    | 1984           |

| Kategorie                          | Originalbezeichnung                                               | verliehen seit |
| ---------------------------------- | ----------------------------------------------------------------- | -------------- |
| Ehrenpreis                         | Academy Fellowship                                                | 1971           |
| Bester britischer Beitrag zum Kino | Outstanding British Contribution to Cinema                        | 1979           |
| Beste Nachwuchsleistung            | Outstanding Debut by a British Writer, Director or Producer       | 1999           |
| Bester Nachwuchsdarsteller         | EE Rising Star Award (früher Orange Wednesdays Rising Star Award) | 2006           |

### Ehemalige Kategorien (Auswahl)
- Bester britischer/ausländischer Darsteller (1953–1968)
- Beste britische/ausländische Darstellerin (1953–1968)
- Bester Nachwuchsdarsteller (1953–1985, Schauspielerinnen und Schauspieler konkurrierten wie beim Rising Star Award in einer Kategorie, wurden aber direkt von den BAFTA-Mitgliedern gewählt)
- Bestes britisches Drehbuch (1955–1968)
- Bestes Drehbuch (Best Screenplay, 1969–1983)
- Beste britische Kamera (1964–1968)
- Bestes britisches Szenenbild (1965–1968)
- Beste britische Kostüme (1965–1968)
- Publikumspreis (Audience Award, von 1998 bis 2005 verliehener Preis, der unter den zehn umsatzstärksten Filmen vergeben wurde)
- United Nations Award (zwischen 1949 und 1976 vergebener Preis, der einen Film auszeichnete, der am besten den Geist der Vereinten Nationen zum Ausdruck brachte)

## Nominierungs- und Abstimmungsrichtlinien

### Nominierungsrichtlinien

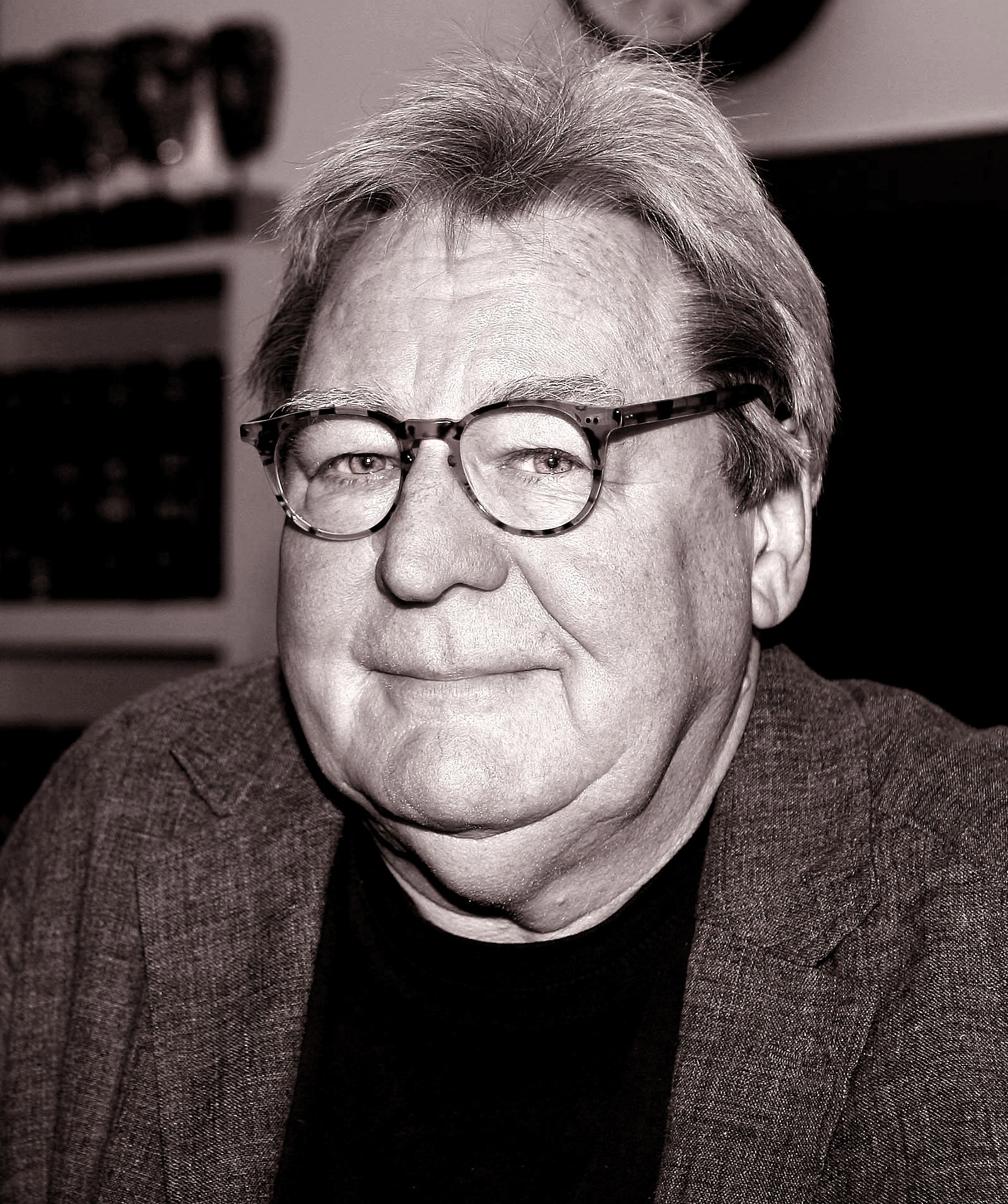
Dem britischen Regisseur Alan Parker wurde 2013 mit der „Academy Fellowship“ der wichtigste Ehrenpreis der BAFTA zuteil

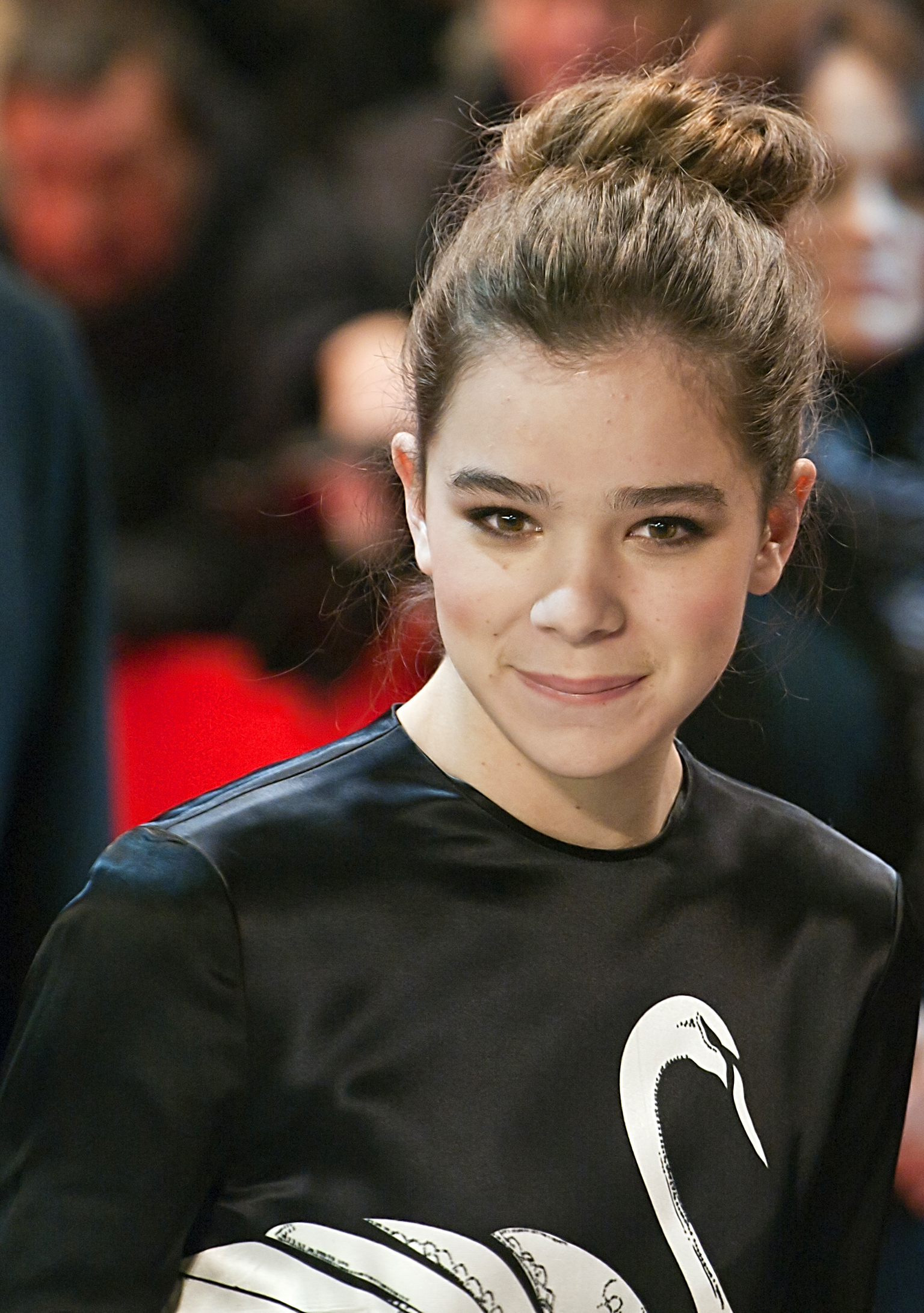
Die 14-jährige US-Amerikanerin Hailee Steinfeld fand 2011 als bislang jüngste Schauspielerin in der Kategorie „Beste Hauptdarstellerin“ Berücksichtigung

Ein Spielfilm qualifiziert sich nach den aktuellen Regelungen in dem der Preisverleihung vorhergehenden Jahr, wenn dieser eine Mindestlaufzeit von 60 Minuten aufweist und zwischen dem 1. Januar und 31. Dezember erstmals einen offiziellen Kinostart in Großbritannien erfahren hat. Der Film muss mindestens an sieben aufeinander folgenden Tagen in einem öffentlichen Kino in Großbritannien gegen Entgelt gezeigt worden sein. Für Filmproduktionen, deren britischer Kinostart im Jahr der Preiszeremonie, zwischen Januar und Anfang Februar angesetzt ist, besteht für Verleih und Produzenten die Möglichkeit selbstständig Sondervorführungen für stimmberechtigte Akademie-Mitglieder zu organisieren. Vorschläge werden online eingereicht. Filme können vom Verleih, dem Produzenten oder einem BAFTA-Mitglied vorgeschlagen werden.
Jeder Film kann sich nur einmal qualifizieren. Bei Filmen in mehreren Sprachfassungen wird nur eine – i. d. R. die Original-Sprachfassung – zugelassen. Filme aus allen Ländern können für die Preiskategorien berücksichtigt werden, mit Ausnahme der Kategorien bester britischer Film, beste Nachwuchsleistung, bester Kurzfilm und bester animierter Kurzfilm, in denen ausschließlich britische Produktionen vorgeschlagen werden dürfen.
Neben den regulären Preiskategorien, in denen jeweils fünf Nominierte gegeneinander antreten, werden mehrere Ehrenpreise verliehen. Der wichtigste Ehrenpreis ist die Academy Fellowship (Akademie-Mitgliedschaft) bzw. Fellowship, die vom Filmkomitee der BAFTA vergeben wird. Ausgezeichnet werden Personen, die einen außergewöhnlichen Beitrag zum Kino geleistet haben und über ein beträchtliches Werk verfügen. 2013 wurde diese Auszeichnung dem britischen Regisseur Alan Parker zuteil. Das Filmkomitee vergibt zusätzlich den im Andenken an Filmproduzent Michael Balcon (1896–1977) ausgelobten Preis für den besten britischen Beitrag zum Kino. Geehrt werden Personen, deren Leistungen nicht in anderen Filmpreiskategorien berücksichtigt werden können. Auch entscheidet das Filmkomitee über die Nominierungen in der Kategorie bester britischer Film (von 1993 bis 2007 als Alexander Korda Award bekannt). Die Einstufung erfolgt anhand der Kriterien des UK Film Council, des British Film Institute (BFI) und des Department for Culture, Media and Sport (DCMS). Danach müssen Filme im Rahmen der britischen offiziellen bilateralen Koproduktionsverträge entstanden sein bzw. die European Convention on Cinematographic Co-production oder den Cultural Test (Anhang 1 des Film Act 1985) erfüllen.
Eine eigens zusammengesetzte Jury kürt die Preisträger in der Kategorie beste Nachwuchsleistung (früher als Carl Foreman Award bekannt), für das britische Drehbuchautoren, Regisseure oder Produzenten eines Spiel- oder Dokumentarfilms qualifiziert sind. Die Nominierungen für Kurzfilme und animierte Kurzfilme werden von einer separaten Jury getroffen. Nur britische Produktionen können sich qualifizieren, deren Lauflänge inklusive Abspann max. 40 Minuten betragen darf.
Für die Haupt- und Nebendarstellerkategorien können sich theoretisch alle Schauspieler eines Films qualifizieren. Das Wahlsystem der BAFTA verbietet ihren stimmberechtigten Mitgliedern nicht, Schauspieler in beiden Kategorien vorzuschlagen. In den meisten Fällen macht der Verleih oder Produzent eines Films vorab Vorschläge, in welcher Kategorie die Darsteller Aufnahme finden sollen. Schauspieler werden in der Kategorie berücksichtigt, in der sie im ersten Wahlgang die meisten Stimmen erhalten haben. 2011 wurde die US-Amerikanerin Hailee Steinfeld (True Grit) als beste Hauptdarstellerin nominiert, während sie bei der Oscar-Verleihung in der Kategorie für die beste weibliche Nebenrolle Berücksichtigung fand.
Als fremdsprachiger Film werden Spielfilmproduktionen berücksichtigt, die mehr als 50 Prozent nicht-englischsprachige Dialoge enthalten.

### Wahl und Ehrung der Preisträger

#### Erster Wahlgang
Die etwa 6500 BAFTA-Mitglieder (darunter auch die Vertreter aus der Fernseh- und Videospiele-Industrie) stimmen nach den geltenden Regelungen 2011/2012 in drei Wahlgängen über Filme und Filmschaffende ab. In der ersten Abstimmungsrunde wählt jedes Mitglied zwölf Filme bzw. Filmschaffende in jeder Kategorie aus. Kategorien, bei denen sich das stimmberechtigte Mitglied nicht qualifiziert genug für eine Bewertung fühlt, können ausgelassen werden. Parallel existiert ähnlich wie bei der Oscar-Verleihung ein sogenanntes „Chapter Voting“ nach Berufsgruppen. 2010 existierten Chapter für folgende zwölf Filmbereiche:
- Schauspiel
- Animation
- Kamera
- Kostümdesign
- Regie
- Schnitt
- Maskenbild
- Musik
- Szenenbild
- Drehbuch
- Ton
- Visuelle Effekte

Ein Chapter muss mindestens 80 Mitglieder umfassen, damit es allein über den Sieger abstimmen kann. Sollte dies nicht gegeben sein, obliegt die Entscheidung im letzten Wahlgang einer Expertenjury. Im Gegensatz zu den einzelnen BAFTA-Mitgliedern legen die Chapters eine Reihenfolge der zwölf besten Filmschaffenden absteigend nach Leistung von eins bis zwölf fest. Die Stimmen der einzelnen Mitglieder und Chapters werden zu einer ungefähr 250 Filme umfassenden „Longlist“ ausgewertet, in der je Kategorie die 15 Filme bzw. Filmschaffenden mit den meisten Stimmen gelistet werden. Die fünf Favoriten der Chapters je nach Kategorie gelangen automatisch in die zweite Runde und werden in der Longlist gekennzeichnet, die auch öffentlich bekanntgemacht wird (2012 führten Dame, König, As, Spion und My Week with Marilyn das Favoritenfeld mit je 16 Nennungen auf der Longlist an, 285 Filmproduktionen wurden gelistet).

#### Zweiter und dritter Wahlgang
In einem zweiten Wahlgang stimmen die Mitglieder aus der Longlist über fünf Filme bzw. Filmschaffende pro Kategorie ab, die letztlich eine offizielle Nominierung erhalten (2012 erhielt The Artist mit zwölf die meisten Nominierungen). Die Nominierungen werden ungefähr einen Monat vor der Preisverleihung durch zwei britische Schauspieler im Beisein des Vorsitzenden in der Londoner Geschäftsstelle der BAFTA bekanntgegeben (im Jahr 2012 oblag diese Aufgabe Holliday Grainger und Daniel Radcliffe). Alle nominierten Personen erhalten eine offizielle Nominierungsurkunde. Wie auch bei der Oscar-Verleihung veranstaltet die BAFTA ein gemeinsames Essen für die Nominierten („Nominee’s Luncheon“).
In einem dritten Wahlgang stimmen alle Mitglieder über die Gewinner in den Kategorien Bester Film, Dokumentarfilm, nicht-englischsprachiger Film, britischer Film, Haupt- und Nebendarsteller ab. In den übrigen Kategorien küren die jeweiligen Chapter die Sieger bzw. eine Jury, sofern nicht die erforderliche Zahl an Chapter-Mitgliedern erreicht wurde (i. d. R. besteht diese aus neun Mitgliedern). Eine Ausnahme dieser Vorgehensweise findet u. a. bei der Kategorie Animierter Spielfilm Anwendung, wo nur drei Nominierungen vergeben werden. Im ersten Wahlgang vergeben die stimmberechtigten BAFTA-Mitglieder fünf Nennungen, in der zweiten Abstimmungsrunde drei.
Die BAFTA-Mitglieder erhalten Filme i. d. R. einmal als DVD. Verleiher und Produzenten können den Akademie-Mitgliedern zusätzliche Print-Informationen zusenden, jedoch sind diese pro Film auf max. zwei DIN-A4-Seiten festgeschrieben. Sogenannte „Making of“-Bücher sind nicht zugelassen.
Die Gewinner werden mit einer Preisstatuette, der sogenannten „BAFTA-Maske“ (BAFTA Mask) und einer Siegesurkunde geehrt. Die Preisstatuette wird nur in Obhut des Gewinners bzw. von dessen Nachkommen gegeben. Offizielle Eigentümerin bleibt die British Academy of Film and Television Arts. Die Akademie behält sich das Recht vor, die BAFTA-Maske für den symbolischen Preis von einem britischen Pfund zurückzukaufen, sollte der Preis die Obhut des Gewinners oder seiner Nachkommen verlassen. Die Preisstatuette darf nicht an eine dritte Person verkauft werden. Auch stellt die BAFTA keine Repliken ihrer Statuetten und Urkunden her, wie es beispielsweise die Academy of Motion Picture Arts and Sciences (AMPAS) in der Vergangenheit bei ihren Oscar-Trophäen getan hat.